# Libenge (territoire)
 (novembre 2024).
Si vous disposez d'ouvrages ou d'articles de référence ou si vous connaissez des sites web de qualité traitant du thème abordé ici, merci de compléter l'article en donnant les références utiles à sa vérifiabilité et en les liant à la section « Notes et références ».
Le territoire de Libenge est une entité administrative déconcentrée de la province du Sud-Ubangi en république démocratique du Congo.
Son chef-lieu est la localité de Libenge située sur la rive gauche de l’Ubangi.

## Géographie

### Localisation
Il s'étend au nord et à l'ouest de la province sur la rive gauche de l'Oubangui.

### Superficie
Le territoire fait 12 833 km2.

## Secteurs
Le territoire de Libenge est divisé en 3 secteurs :
- Libenge-Centre : 10 groupements de 122 villages
- Libenge-Nord : 7 groupements de 71 villages
- Libenge-Sud : 8 groupements de 125 villages

## Démographie
| 1994    | 2004    |
| ------- | ------- |
| 162 485 | 273 107 |

## Personnalités liées
- Nzimbi Ngbale (1944-2005), général congolais
- Gérard Greindl (1916-1948), aviateur belge mort dans la catastrophe aérienne de Libenge, y est enterré